# بنزوكايين
بنزوكايين (بالإنجليزية: Benzocaine)‏، هو مخدر موضعي (بالإنجليزية: Topical anesthetic)‏ يمنع انتقال إشارات الألم إلى الدماغ ؛ يباع في الصيدليات تحت الاسم التجاري Orajel و Earcalm وغيرها من الأسماء التجارية الأخرى، يستخدم للتخفيف من الآلام الناتجة عن حروق الشمس والتهيج الجلدي، وآلام الأذن والأسنان، واحتقان الحلق. كما يعمل على التخفيف من أعراض مرض البواسير وتهيج المستقيم، ويستخدم في تخدير الجلد قبل إجراء جراحة ما، حيث يعمل على غلق النهايات العصبية في الجلد. 
قام الكيميائي الألماني ادوارد ريتسيرت بتركيب بنزوكايين في عام 1890، وتم وصفه لأول مرة في عام 1895؛ وتمت الموافقة على تسويقه للاستخدام الطبي في عام 1902. 

## الاستخدامات الطبية
يستعمل بنزوكايين لعلاج مجموعة متنوعة من الحالات المرتبطة بالألم . يمكن استخدامه في:
- التخدير الموضعي للأغشية المخاطية الفموية والبلعومية (التهاب الحلق، القروح الباردة، تقرحات الفم، وجع الأسنان، التهاب اللثة، تهيج الأسنان) [7]
- ألم الأذن (وجع الأذن)
- التخدير الموضعي الجراحي أو الإجرائي [8]

### استخدامات أخرى

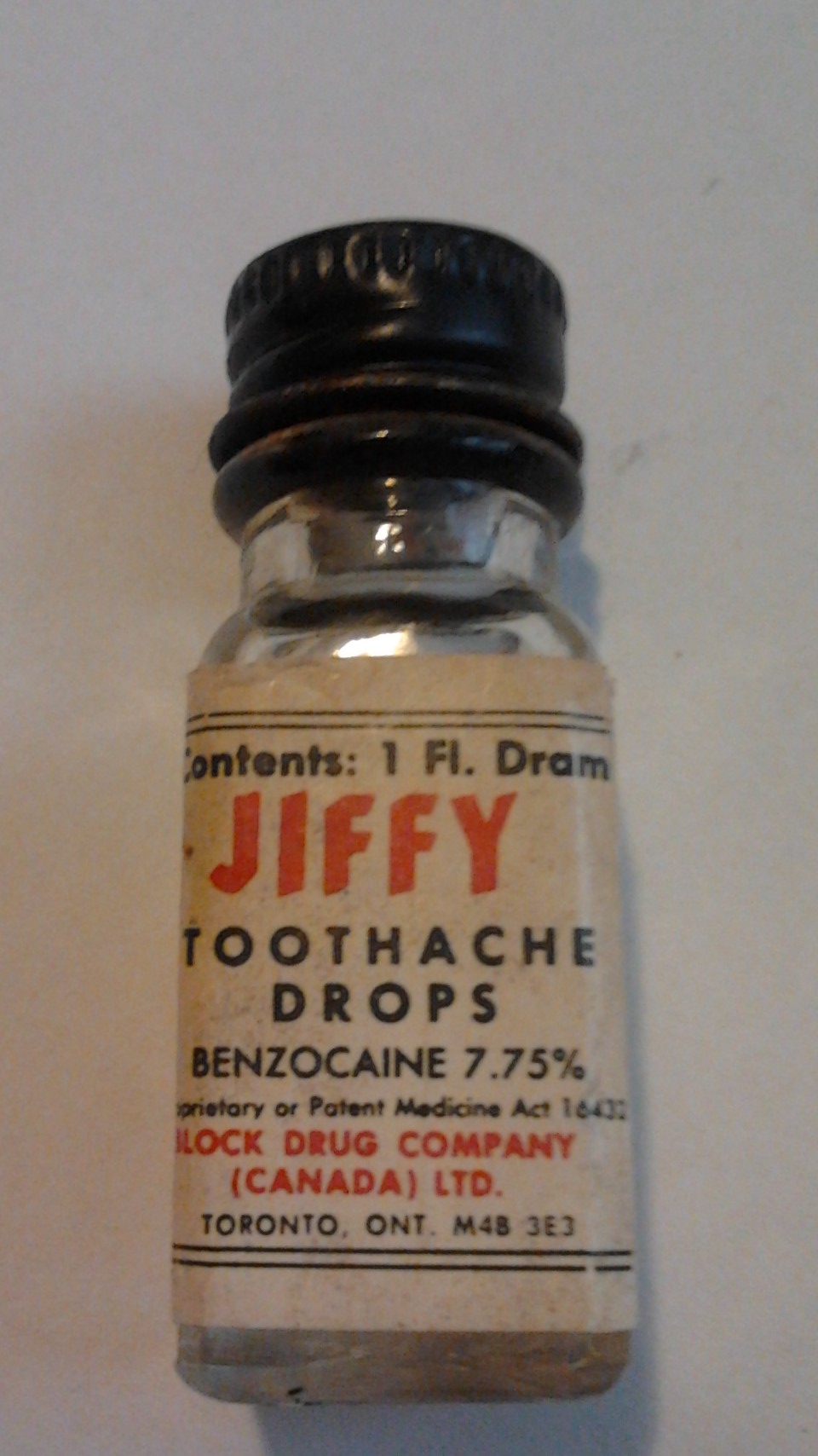
زجاجة قطرات الأسنان من جيفي (7.75٪ بنزوكاين)

يدخل البنزوكايين كعنصر رئيسي في العديد من المستحضرات الصيدلانية:
- بعض الأدوية التي تعتمد على الجلسرين لاستخدامها في إزالة الشمع الزائد وكذلك تخفيف حالات الأذن مثل التهاب الأذن الوسطى وأذن السباحين .
- بعض منتجات الحمية السابقة مثل Ayds .
- . [9] [10]
- تم استخدام بقع البنزوكين المخاطية في تقليل ألم تقويم الأسنان. [11]
- في بولندا، يتم تضمينه، جنبا إلى جنب مع المنثول وأكسيد الزنك، في المسحوق السائل (يجب عدم الخلط بينه وبين مسحوق الوجه السائل) المستخدم بشكل أساسي بعد لدغات البعوض. تم استخدام Pudroderm الجاهزة اليوم [12] كمركب صيدلاني .

## آثار جانبية
البنزوكائين جيد التحمل بشكل عام وغير سام عند استخدامه موضعياً كما هو موصى به. 
ومع ذلك، كانت هناك تقارير عن آثار ضارة خطيرة تهدد الحياة (مثل النوبات والغيبوبة وعدم انتظام ضربات القلب والاكتئاب في الجهاز التنفسي) مع الإفراط في تطبيق المنتجات الموضعية أو عند تطبيق المنتجات الموضعية التي تحتوي على تركيزات عالية من البنزوكائين على الجلد. 
يمكن أن يؤدي الإفراط في استخدام أدوية التخدير عن طريق الفم مثل البنزوكائين إلى زيادة خطر الطموح الرئوي عن طريق تخفيف الانعكاس المنعكس والسماح لمحتويات المعدة المترددة أو الإفرازات الفموية بالدخول إلى مجرى الهواء. قد يكون تطبيق مخدر فموي ومشروبات مستهلكة قبل الذهاب إلى السرير خطيرًا بشكل خاص.
تم العثور على الاستخدام الموضعي للتركيز العالي (14-20 ٪) من منتجات رش البنزوكائين المطبقة على الفم أو الأغشية المخاطية على أنه سبب لميثوغلوبينية الدم ، وهو اضطراب تقل فيه كمية الأكسجين التي يحملها الدم إلى حد كبير.  هذا التأثير الجانبي هو الأكثر شيوعًا عند الأطفال دون سن الثانية.  ونتيجة لذلك، ذكرت إدارة الأغذية والعقاقير (FDA) أنه لا ينبغي استخدام منتجات البنزوكين في الأطفال دون سن الثانية، ما لم يوجههم أحد أطباء الرعاية الصحية ويشرف عليهم.  تحدث أعراض ميتهيموغلوبينية الدم عادة في غضون دقائق إلى ساعات من تطبيق البنزوكائين، ويمكن أن تحدث عند الاستخدام لأول مرة أو بعد استخدام إضافي.
البنزوكين قد يسبب الحساسية.     وتشمل هذه:
- التهاب الجلد التماسي (احمرار وحكة) [22]
- الحساسية المفرطة (نادر)

## كيمياء
البنزوكائين هو إيثيل إستر حمض p- الأمينوبنزويك (PABA). يمكن تحضيره من PABA والإيثانول  عن طريق تقدير Fischer أو عن طريق الحد من ethyl p -nitrobenzoate. البنزوكين قابل للذوبان في الماء ؛ هو أكثر قابلية للذوبان في الأحماض المخففة وقابل للذوبان بشكل كبير في الإيثانول، الكلوروفورم ، والإيثر الإيثر . نقطة انصهار البنزوكائين هي 88-90   ° C ،  ونقطة الغليان حوالي 310   ° C.  كثافة البنزوكائين هي 1.17   جم / سم 3 .
يوجد البنزوكين عادة، خاصة في بريطانيا، كشوائب في الكوكايين في الشوارع وأيضًا كعامل كبير في «الارتفاعات القانونية».  بينما يعطي تأثيرًا مخدرًا مشابهًا للكوكايين على الأغشية المخاطية للمستخدمين، فإنه لا ينتج فعليًا تأثيرات الكوكايين.  تم استخدام البنزوكين في تخليق ليتيبرينيم . علاج بنزوكاين مع الهيدرازين يؤدي إلى aminostimil - مجمع المتعلقة ديزاينوزي .

## التاريخ
تم تصنيع بنزوكين لأول مرة في عام 1890 من قبل الكيميائي الألماني إدوارد ريتسيرت (1859-1946) ،  في بلدة إيبرباخ  وتم تقديمه إلى السوق في عام 1902 تحت اسم "Anästhesin".  

## طب بيطري
تم استخدام محلول للبنزوكائين لتخدير البرمائيات من أجل الجراحة.  

## روابط خارجية
- استشارات الصحة العامة: بخاخات بنزوكين من إدارة الغذاء والدواء